# كيت أرمسترونغ
كيت أرمسترونغ (بالإنجليزية: Kit Armstrong)‏ هو عازف بيانو وملحن أمريكي، ولد في 5 مارس 1992 في لوس أنجلوس في الولايات المتحدة.

## وصلات خارجية
- الموقع الرسمي
- كيت أرمسترونغ على موقع IMDb (الإنجليزية)
- كيت أرمسترونغ على موقع مونزينجر (الألمانية)
- كيت أرمسترونغ على موقع ميوزك برينز (الإنجليزية)
- كيت أرمسترونغ على موقع ديسكوغز (الإنجليزية)
- كيت أرمسترونغ على موقع قاعدة بيانات الفيلم (الإنجليزية)